# 吳志輝
吳志輝（輝哥、細輝），香港政治人物，2015年觀塘區議會平田選區參選人，前社區前進成員、香港廚師聯盟主席、民生議政召集人、旺角街頭表演者協會幹事、街工前成員。

## 簡歷
吳志輝是一名廚師，本身是藍田街坊，從藍田舊區八座搬到平田邨，見證平田邨從落成到今廿多年。

## 政治參與和立場
2014年雨傘運動期間，在金鐘任職的吳志輝，每日也穿著廚師服到佔領區支援學生，驚覺「社會唔係咁既」。傘後他組織「香港廚師聯盟」，並參與2015年觀塘區議會平田選區選舉，單挑上屆報稱獨立，自動當選的姚柏良，吳的政綱包括取消強積金對沖、立法標準工時及爭取雙普選。姚柏良自 2008年起，先後以建制派的「社區18」、「創建力量」成員身份參選並當選任平田區區議員。
吳志輝參選口號是「走出廚房，關心香港」，明言「預咗輸。但打工仔一定要企出嚟，因為我哋唔想再做奴隸，更加唔想下一代繼續做奴隸。」期望透過參選，在平田團結更多巿民關心社區及勞工權益。吳志輝期望自己社區自己選，稱地道居民最明白社區需要。他指平田邨長者甚多，期望能改善區內醫療服務及地區設施。最終他未能當選。

## 創立社區組織
2015年初吳志輝籌組香港廚師聯盟，「我成日講，廚師得番兩個地方，一係廚房，一係睡房。」工時長，家人聚少離多，容易工傷勞損，他成立工會，正是期望團結其他廚師改善勞工待遇。成立工會和服務平田區，吳志輝將工餘時間全奉獻出來，自己付費印刷單張、購買橫額和方便枱等，他認為工人參政，在時間及資源上的困難，正好反映當下基層工人的苦況，無數飲食業工人連家人都難見一面，何況參與社會。
2017年吳志輝與其他關注基層和社區重建議題的十人合組「社區前進」（Community March）。社區前進的宗旨是扎根社區，由社區開始重建民主陣地。社區則主打油尖旺區議題，關注基層、勞工議題，動員街坊關注自己權益，長遠目標是參與選舉。

## 2019年區議會選舉
「社區前進」派出五人參選 2019年區議會選舉，所有目標選區均集中在油尖旺。吳志輝並沒有出選，而出選的五人則全線報捷。

## 外部連結
- 社區前進的Facebook專頁